# Vienen tiempos
Vienen Tiempos es el cuarto disco del grupo español La Vacazul. Fue grabado, mezclado,producido y masterizado por Daniel Alcover en los estudios Infinity, Madrid, durante los meses de junio, julio y agosto del 2004. 
Fue grabado por los cuatro componentes de la banda: Jairo Zavala (guitarra y voz), Javi Vacas (bajo), Daniel Madariaga (órgano Hammond, Rhodes, Moog, teclados) y Antonio Álvarez (batería y Percusión)
La revista BAD MAGAZINE en su resumen con lo mejor del 2004 lo seleccionó como mejor disco del año. Y la revista Rolling Stone en su edición española lo seleccionó entre los diez mejores discos españoles del año. 

## Lista de canciones
1. Vuelo
2. Mucho Mejor
3. Mi Día
4. Chico Listo
5. Aburrido
6. Aún de Pie
7. Vienen Tiempos
8. Tú
9. E.I.
10. No tengo miedo
11. Presidemente
12. Lo Pasas Bien

- Datos: Q6161824